# 阿爾方斯·德·普瓦捷

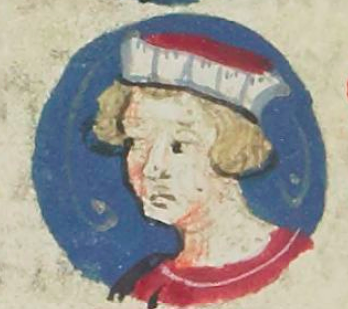
阿爾方斯·德·普瓦捷

阿爾方斯·德·普瓦捷（法語：Alphonse de Poitiers，1220年11月11日—1271年8月21日）是法國國王路易八世的第五子。他的母親是卡斯蒂利亚的布兰卡，卡斯蒂利亞國王阿方索八世的女兒，所以他叫阿爾方斯。在父親去世後，他得到普瓦捷伯爵的頭銜。
在阿爾比十字軍結束後，阿爾方斯的母親作為法國攝政，在1229年的巴黎條約中讓土魯斯伯爵雷蒙七世的女兒讓娜嫁給阿爾方斯。因為雷蒙七世沒有兒子，图卢兹伯国在雷蒙七世去世後由讓娜與阿爾方斯繼承。阿爾方斯的兄長，法王路易九世，發起了第七次以及第八次十字軍東征，阿爾方斯兩次都一同前往。1271年，阿爾方斯在從第八次十字軍東征返回法國的途中於義大利去世。他和讓娜沒有子女。